# Međunarodni salon automobila u Ženevi
Međunarodni salon automobila u Ženevi (fra. Salon International de l'Auto, punog naziva Salon international de l'automobile de Genève), je godišnja izložba automobila koja se održava u Ženevi. Prvi puta je održana 1905. u izložbenom centru Palexpo, u neposrednoj blizini ženevskog aerodroma, gdje se održava i danas.

## Noviteti
- Clément (1905.)
- Fiat 502 (1924.)
- Opel 4/12 PS (1924.)
- Martini-Six (1926.)
- Fiat 509 (1927.)
- Ford Model A (1928.)
- Mercedes-Benz SSK (1929.)
- Maybach Zeppelin (1931.)
- Alfa Romeo 8C 2300 (1932.)
- Chrysler Airflow (1934.)
- Fiat 500 Topolino (1937.)
- Opel Kapitän (1939.)
- Jaguar XK 120 (1951.)
- Fiat 600 (1955.)
- Jaguar E-Type (1961.)
- Mercedes 230 SL (1963.)
- Ferrari Dino (1965. kao prototip)
- Lamborghini Miura (1966.)
- Peugeot 504 Coupé (1969.)
- Citroen SM (1971.)
- Maserati Bora (1971.)
- Ford Granada (1972.)
- Audi 80 B1 (1973.)
- Ford Capri (1973.)
- Lamborghini Countach (1973.)
- Filipinetti Fiat X1/9 (1973.)
- VW Scirocco I (1973.)
- Porsche 928 (1977.)
- Toyota Starlet (1978.)
- Audi Quattro (1980.)
- Lotus Esprit (1980.)
- VW Scirocco II (1981.)
- Bentley Mulsanne (1982.)
- Audi 100 C3 (1983.)
- Ferrari 288 GTO (1984.)
- Volvo 480 (1986.)
- Ford Ka (1994.)
- Ferrari F355 (1994.)
- VW Phaeton (2002.)
- Lancia Ypsilon (2003.)
- Seat Altea (2004.)
- Citroen C6 (2005.)
- Honda Civic (2005. kao prototip)
- Lotus Europa S (2006.)
- Porsche 911 GT3 (997) (2006.)
- Porsche 911 turbo (997) (2006.)
- Audi A5 (2007.)
- Mercedes C-klasa (W 204) (2007.)
- VW Golf V Variant (2007.)
- VW Scirocco III (2008.)
- Škoda Superb II (2008.)
- Škoda Yeti (2009.)
- Mercedes E-klasa Coupé (C 207) (2009.)
- Opel Ampera Hybrid (2009.)
- Audi A1 (2010.)
- Renault Mégane III Coupé-Cabriolet (2010.)
- Porsche Cayenne (2010.)
- Škoda Fabia RS (2010.)
- Mercedes C-Klasse Coupé (C 204) (2011)
- Ferrari FF (2011.)

## Vanjska poveznica
- Službena stranica